# Liste de ponts ferroviaires en Allemagne
Cette liste de ponts ferroviaires en Allemagne, regroupe des ponts ou viaducs remarquables des chemins de fer en Allemagne, classés par leur longueur.

## Liste par longueurs
- Pont ferroviaire Kaiserbrücke (681 m)[1]
- Göltzschtalbrücke (578 m)[2]
- Pont Hohenzollern (409,19 m)[3]
- Pont de Remagen (325 m)[4]
- Pont ferroviaire de la vallée de l'Enz (287 m)[5]
- Pont ferroviaire de Kehl (238,4 m)[6]
- Viaduc de Markersbach (236,5 m)[7]